# Thismia luetzelburgii
Thismia luetzelburgii là một loài thực vật có hoa trong họ Burmanniaceae. Loài này được Goebel & Suess miêu tả khoa học lần đầu tiên vào năm 1924.